# Баймуратов, Нурлыбек
Нурлыбек Баймуратов (каз. Нұрлыбек Баймұратов; 1887—1969) — казахский советский акын, заслуженный деятель искусств Казахской ССР.
Происходит из подрода кенжалы рода бура племени найман. Обучался грамоте в аульной школе.
Произведения Нурлыбека Баймуратова, написанные до 1920 года, не сохранились. По совету М. О. Ауэзова написал в 1924 году поэму «Городская красавица».
Состязался в айтысах с акынами Исой Байзаковым (1922), Нартаем Бекежановым (1939), Толеу Кобдиковым (1949) и другими. С особой силой его поэтический талант проявился в годы Великой Отечественной войны, его патриотические песни поднимали дух бойцам и труженикам тыла.
Широкую популярность приобрели поэмы «Ер Толеген» (1945), посвящённая Герою Советского Союза Т. Тохтарову, «Кровавый поход» (1962). При жизни Нурлыбека в 1957 году была издана его книга «Өлеңдер».